# Discografia dei Linea 77
La discografia dei Linea 77, gruppo musicale nu metal italiano, è composto da otto album in studio, uno dal vivo, una raccolta, cinque EP e oltre dieci singoli, pubblicati tra il 1998 e il 2019.

## Album

### Album in studio
| Anno | Titolo | Posizioni in classifica |
| Anno | Titolo | ITA                     |
| ---- | --- | ----------------------- |
| 1998 | Too Much Happiness Makes Kids Paranoid - Pubblicazione: novembre 1998 - Etichetta: Earache - Formati: CD, LP, download digitale | —                       |
| 2001 | Ketchup Suicide - Pubblicazione: 20 novembre 2000 - Etichetta: Earache - Formati: CD, LP, download digitale                     | —                       |
| 2003 | Numb - Pubblicazione: 9 settembre 2003 - Etichetta: Earache - Formati: CD, CD+DVD, 2CD, download digitale                       | —                       |
| 2005 | Available for Propaganda - Pubblicazione: 25 settembre 2005 - Etichetta: Earache - Formati: CD, download digitale               | 9                       |
| 2008 | Horror vacui - Pubblicazione: 8 febbraio 2008 - Etichetta: Universal - Formati: CD, CD+DVD, download digitale                   | 21                      |
| 2010 | 10 - Pubblicazione: 16 aprile 2010 - Etichetta: Universal - Formati: CD, download digitale                                      | 68                      |
| 2015 | Oh! - Pubblicazione: 17 febbraio 2015 - Etichetta: INRI - Formati: CD, download digitale                                        | 94                      |

### Album dal vivo
| Anno | Titolo                                                                                            |
| ---- | ------------------------------------------------------------------------------------------------- |
| 2011 | Live 2010 - Pubblicazione: 17 marzo 2011 - Etichetta: Autoproduzione - Formati: Download digitale |

### Raccolte
| Anno | Titolo                                                                                             |
| ---- | -------------------------------------------------------------------------------------------------- |
| 2007 | Venareal 1995 - Pubblicazione: 12 marzo 2007 - Etichetta: Earache - Formati: CD, download digitale |

## Extended play
| Anno | Titolo |
| ---- | --- |
| 2009 | Horror vacui Live EP - Pubblicazione: 30 gennaio 2009 - Etichetta: Universal - Formati: Download digitale               |
| 2010 | Live at MTV Day - Pubblicazione: 10 dicembre 2010 - Etichetta: Earache - Formati: Download digitale                     |
| 2010 | Live at T.P.O. - Pubblicazione: 10 dicembre 2010 - Etichetta: Earache - Formati: Download digitale                      |
| 2013 | La speranza è una trappola (Part 1) - Pubblicazione: 21 gennaio 2013 - Etichetta: INRI - Formati: CD, download digitale |
| 2019 | Server sirena - Pubblicazione: 11 ottobre 2019 - Etichetta: Polydor - Formati: CD, download digitale                    |

## Singoli
| Anno | Titolo                      | Album di provenienza                |
| ---- | --------------------------- | ----------------------------------- |
| 2010 | Vertigine                   | 10                                  |
| 2010 | Aspettando meteoriti        | 10                                  |
| 2010 | L'ultima volta              | 10                                  |
| 2012 | Il veleno                   | La speranza è una trappola (Part I) |
| 2012 | La speranza è una trappola  | La speranza è una trappola (Part I) |
| 2012 | Avevate ragione voi         | La speranza è una trappola (Part I) |
| 2013 | La musica è finita          | La speranza è una trappola (Part I) |
| 2013 | Un uomo in meno             | La speranza è una trappola (Part I) |
| 2013 | L'involuzione della specie  | /                                   |
| 2014 | Io sapere poco leggere      | /                                   |
| 2015 | Presentat-arm!              | Oh!                                 |
| 2019 | AK77 (feat. Salmo & Slait)  | Server sirena                       |
| 2019 | Sangue nero (feat. Ensi)    | Server sirena                       |
| 2019 | Cielo piombo (feat. Samuel) | Server sirena                       |

## Videografia

### Album video
| Anno | Titolo                                                                  |
| ---- | ----------------------------------------------------------------------- |
| 2004 | Numbed - Pubblicato: 10 maggio 2004 - Etichetta: Earache - Formati: DVD |

### Video musicali
| Anno | Titolo                                    | Regista/i                       |
| ---- | ----------------------------------------- | ------------------------------- |
| 1998 | Meat                                      |                                 |
| 2000 | Ketchup Suicide                           | Officine                        |
| 2001 | Potato Music Machine                      | HC Studio                       |
| 2001 | Moka                                      | HC Studio                       |
| 2003 | Fantasma                                  |                                 |
| 2003 | Third Moon                                |                                 |
| 2004 | 66 (Diabolus in musica) (con i Subsonica) |                                 |
| 2005 | Evoluzione                                | Paolo Doppieri                  |
| 2006 | Inno all'odio                             | Kal Karman                      |
| 2008 | Il mostro                                 | Riccardo Struchil               |
| 2008 | Sogni risplendono (con Tiziano Ferro)     | Francesco Fei                   |
| 2008 | La nuova musica italiana                  | Saku, Emi                       |
| 2009 | The Sharp Sound of Blades                 | Saku                            |
| 2009 | Mi Vida                                   | Chiara Mirelli                  |
| 2010 | Vertigine                                 | Ena Talakic                     |
| 2010 | Aspettando meteoriti                      | Bonsaininja Studio              |
| 2010 | L'ultima volta                            | Andrea Materiale                |
| 2012 | Il veleno                                 | Ivan Cazzola                    |
| 2013 | La musica è finita                        | Linea 77                        |
| 2013 | La caduta (con gli LNRipley)              | Ivan Cazzola                    |
| 2013 | L'involuzione della specie                | Davide Pavanello                |
| 2014 | Io sapere poco leggere                    | Corrado Perria                  |
| 2015 | Absente reo                               | Davide Pavanello                |
| 2015 | Divide et impera (feat. Enigma)           | Antonio Toscano                 |
| 2019 | AK77 (feat. Salmo & Slait)                | Andrea Folino                   |
| 2019 | Sangue nero (feat. Ensi)                  | FP Bano e Roberto Graziano Moro |